# Bjørnar Vestøl
Bjørnar Vestøl (né le 28 mai 1974 à Oslo) est un coureur cycliste norvégien. Professionnel de 1998 à 2004, il a participé avec l'équipe de Norvège à la course en ligne des Jeux olympiques de 2000 et aux championnats du monde sur route de 1999, 2000 et 2003.

## Palmarès
- 1997
  - 2e étape du Tour de Suède
  - 2e du championnat de Norvège sur route
- 1998
  - 3e étape du Ster der Beloften
  - 3e du Ster der Beloften
- 1999
  - 6e étape du Tour de Langkawi
  - Grand Prix de Lillers
  - 1re étape du Ringerike Grand Prix
  - 3e du Prudential Tour
- 2000
  - Tour de Hollande-Septentrionale
  - 7e étape du Circuito Montañés
- 2001
  - Tour de Düren
  - 5e étape du Tour de Hesse
  - 2e du Championnat des Flandres
- 2002
  - 3e du championnat de Norvège contre-la-montre
- 2003
  - 3e du championnat de Norvège contre-la-montre
- 2004
  -  Champion de Norvège du contre-la-montre par équipes (avec Are Hunsager Andresen et Frank Pedersen)